# Ørvisfelli
Ørvisfelli è una montagna sul mare, alta 783 metri, situata sull'isola di Streymoy, la maggiore dell'arcipelago delle Isole Fær Øer, in Danimarca.
È la quindicesima montagna, per altezza, dell'intero arcipelago, e la seconda, sempre per altezza, dell'isola.